# 芝司樂
芝司樂（Chesdale）是新西蘭加工奶酪產品的品牌。其生產獨立包裝的芝士片，並提供多種口味選擇。其亦以卡通人物推出廣告，即奶農 Ches 和 Dale 為代表，使其在新西蘭為人熟知。